# Feliene infectieuze peritonitis
Feliene infectieuze peritonitis (besmettelijke buikvliesontsteking bij de kat), of kortweg FIP, is een virusziekte bij katten met vrijwel altijd een fatale afloop binnen enkele weken zonder behandeling. De ziekte wordt veroorzaakt door het feliene-infectieuze-peritonitisvirus (FIPV), een virusmutatie van het veelvoorkomende felien enterisch coronavirus (FECV), wat een type felien coronavirus (FCoV) is. Ondanks de grote aanwezigheid van FECV infecties onder de wereldwijde kattenpopulatie, ontwikkelen de meeste geïnfecteerde katten geen FIP. Hoewel er een verband tussen FCoV en FIP lijkt te bestaan, is er nog geen duidelijk verband tussen oorzaak en effect bewezen. Het gemuteerde FIP-virus kan in bepaalde witte bloedcellen indringen en groeien, met name in macrofagen. De reactie van het immuunsysteem is meestal een ontsteking in de betreffende weefsels.
FIP komt het vaakst voor bij jonge katten tussen 6 en 24 maanden oud en is een van de meest voorkomende doodsoorzaken bij katten met infectieziekten in deze leeftijdscategorie. FIP was tot voorkort vrijwel altijd dodelijk, maar sinds 2019 is er een potentiële behandeling voor FIP ontdekt. In 2023 is deze behandeling in België nog illegaal. In Nederland is in juni 2023 gestart met een legale behandeling door de faculteit Dierengeneeskunde van de Universiteit Utrecht. Er bestaat (nog) geen vaccin dat volledige bescherming tegen FIP geeft. In Nederland is een eerder vaccin met twijfelachtige werking van de markt gehaald. Door het dodelijke ziekteverloop wordt er veel onderzoek gedaan naar een effectief vaccin en medicatie.

## Virus
Het felien enterisch coronavirus (FECV) is een type felien coronavirus (FCoV). Dit virus van het maag-darmkanaal is zeer besmettelijk is, maar relatief ongevaarlijk. De meeste FECV-infecties verlopen ofwel asymptomatisch of veroorzaken diarree, vooral bij kittens, aangezien de van de moeder afkomstige antilichamen tussen de 5 en 7 weken oud afnemen. Het FIP-virus is een mutatie van het FECV. Vanuit de darm ondergaat het virus heel kort een systemische fase, voordat het terugkeert naar de darm waar het wordt uitgescheiden in de ontlasting.
De pathogenese van FIP is complex. Er bestaat een algemene overeenstemming dat FIPV's voortkomen uit mutaties waardoor ze met meer succes in monocyten kunnen binnendringen of zich sneller kunnen repliceren. Veel aspecten van virus-gastheer-interacties die de ziekte beïnvloeden, blijven echter onzeker.

## Overdracht en infectie

### Overdracht FCoV
FCoV is een vrij gebruikelijk kattenvirus met een prevalentie van 10 tot 80%, afhankelijk van de leefomstandigheden van de kat. Met name waar grote groepen katten binnenshuis samen gehouden worden (dierenasiels, fokcattery’s, etc.) komt het virus vaker voor. Het virus wordt uitgescheiden in de ontlasting en katten raken geïnfecteerd door het virus in te nemen of in te ademen, meestal door kattenbakken te delen, of door het gebruik van besmette kattenbakschepjes of -borstels die geïnfecteerde microscopische kattenbakvuildeeltjes overbrengen op niet-geïnfecteerde kittens en katten. FCoV kan ook worden overgedragen via verschillende lichaamsvloeistoffen. Het virus wordt gemakkelijk verspreid door direct contact tussen katten. De meest voorkomende vorm van onderlinge verspreiding is via speeksel, aangezien de meeste huizen met meerdere katten voedsel- en watergerechten delen. Een andere belangrijke vorm van onderlinge verspreiding is verzorgen (wassen) of vechten. Wanneer een besmette kat een gezonde kat verzorgt, laten ze hun besmette speeksel op de vacht achter. Later, wanneer de gezonde kat zichzelf gaat verzorgen, nemen ze het besmette speeksel in en raken ze besmet.

### Overdacht FIP
Het FIP-virus (FIPV) is een mutatie van een felien coronavirus (FCoV). Er is een gebrek aan bewijs dat FIP overdraagbaar is van kat op kat, hoewel het zeldzame mini-uitbraken van FIP kan verklaren. Uit een onderzoek onder 59 met FIP geïnfecteerde katten bleek dat, in tegenstelling tot FCoV, de ontlasting van met FIP geïnfecteerde katten niet besmettelijk was voor laboratoriumkatten via oronasale route.

## Ontwikkeling van FIP
Ondanks de grote aanwezigheid van FCoV onder katten wereldwijd, ontwikkelen de meeste geïnfecteerde katten geen FIP. Ongeveer 1 tot 12 procent van de katten die geïnfecteerd is met FCoV, ontwikkelt FIP, door één of meerdere mutaties in het coronavirus. Meestal heeft de blootstelling aan FCoV enkel lichte diarree tot gevolg en vertoont de kat verder geen signalen. Een kat zonder de FIP-kenmerken kan dus even goed drager zijn van het FCoV en het doorgeven aan andere katten.
Bij iedere met FCoV geïnfecteerde kat bestaat het risico dat het virus muteert tot FIP. Deze kans is vergroot voor katten wier weerstand verlaagd is, bijvoorbeeld erg jonge of erg oude katten, en hangt daarnaast af van de vorm van het virus en de infectiedruk. Men vermoedt ook een genetische overdraaglijkheid van ontvankelijkheid voor de ontwikkeling van FIP uit het virus. De meeste katten die FIP ontwikkelen zijn raskatten (70%), jonger dan 2 jaar oud (70%) en hebben verbleven in een huishouden met meerdere katten bij elkaar. Meestal is er voorafgaand aan de ontwikkeling van FIP sprake geweest van een stressvolle gebeurtenis, zoals een vaccinatie, verhuizing of castratie.

## Kenmerken

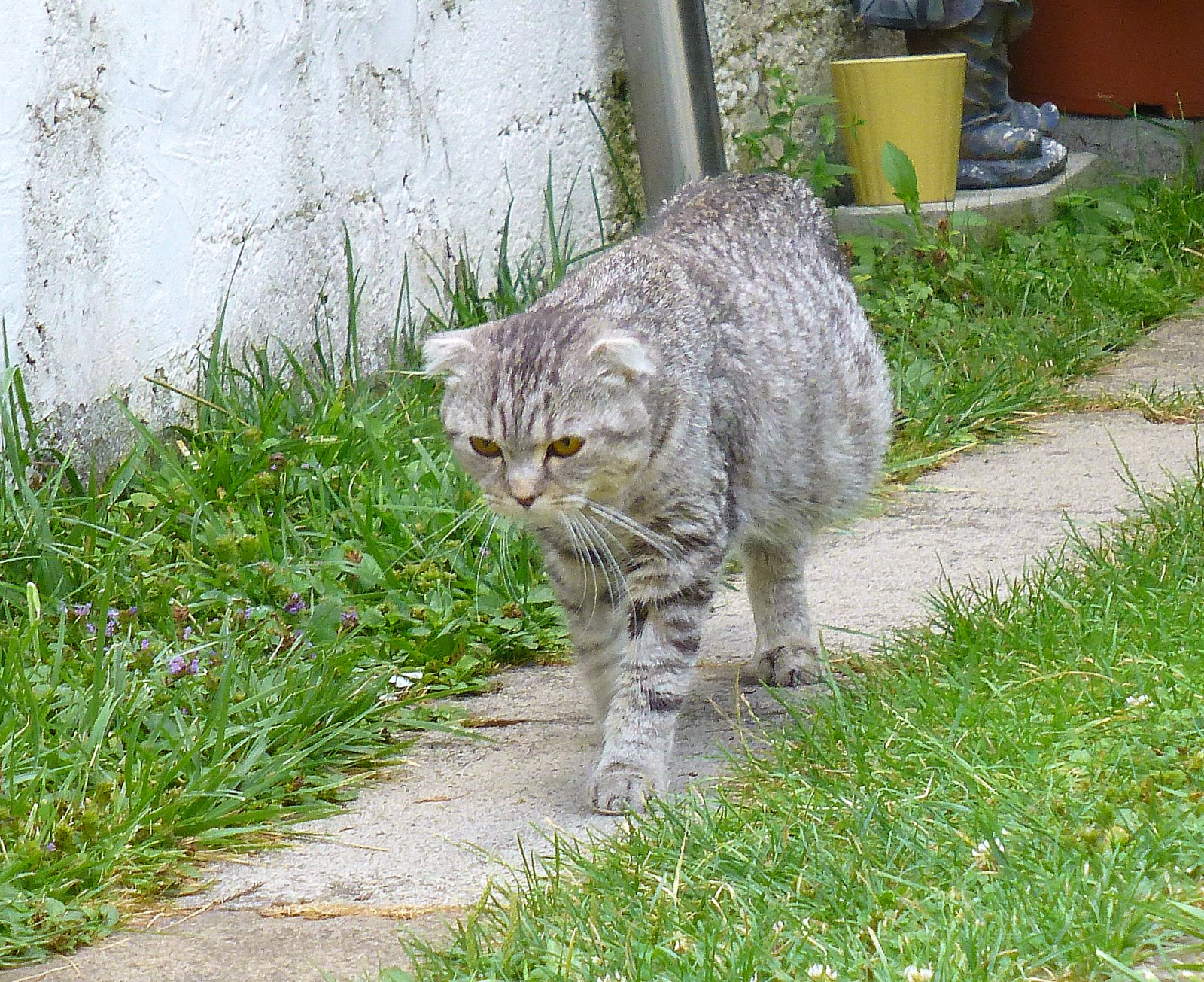
Schotse vouwoorkat geïnfecteerd met FIP (2013). In de foto is de “natte FIP” duidelijk te zien aan de vochtophopingen in de buik. FIP werd bevestigd door immunohistochemie. Door gebrek aan behandelingsopties is de kat twee dagen later geëuthanaseerd.

FIP bestaat in twee vormen: acute FIP (“natte FIP”) en chronische FIP (“droge FIP”). Deze vormen kunnen ook tegelijk voorkomen. Beide vormen zijn fataal, maar de acute vorm komt meer voor (60-70% van alle gevallen zijn natte FIP) en ontwikkelt zich sneller dan de droge vorm.

### Symptomen beide vormen
De initiële klinische symptomen van FIP zijn meestal erg vaag en moeilijk te diagnosticeren als FIP; lethargie (lusteloosheid), hyperthermie (koorts), hyporexie (gewichtsverlies) en achterblijven in groei. Wanneer de FIP zich meer ontwikkelt komen hier in een later stadium meer herkenbare symptomen bij. Ook kunnen bij beide vormen gastro-intestinale verschijnselen en nier- of leverproblemen optreden, zoals diarree, braken en geelzucht.

### Acuut (“natte FIP”)
Typisch voor de natte vorm van FIP is het samenkomen van gelig, eiwitrijk, troebel en dradentrekkend vocht in de borst- of buikholte (ascites), waardoor ademhalingsproblemen ontstaan.

### Chronisch (“droge FIP”)
Bij droge FIP blijft de verzameling van vocht blijft uit. De klinische symptomen van droge FIP ontstaan door granuloomvorming in diverse orgaansystemen. Typisch voor een kat met droge FIP is het verliezen van visus en uitval van het neurologisch systeem. Het kan bijvoorbeeld moeilijk worden om op te staan, te lopen en uiteindelijk kan de kat verlamd raken.

## Diagnose

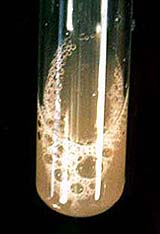
FIP-vocht uit de buikholte

De meeste kenmerken van FIP zijn eigenlijk kenmerkend voor vele ziekten, en FIP is derhalve moeilijk vast te stellen. De diagnose wordt meestal gesteld door een sterk vermoeden, fysieke klachten die de kat vertoont en eventueel onderzoek van het weefsel. Het vocht dat door de FIP veroorzaakt wordt, is vaak lichtgeel tot felgeel van kleur en heeft een verhoogd eiwitgehalte. Dit vocht is tevens te herkennen dat het "draden trekt" (ietwat slijmerig). Ook bloedtesten kunnen soms uitkomst bieden, door onderzoek naar aanwezigheid van antilichamen voor het coronavirus. Los van de fysieke kenmerken wordt de aanwezigheid van deze antilichamen niet als doorslaggevend gezien (de kat kan immers enkel drager zijn) en wordt alleen gebruikt om een eventueel vermoeden van FIP te bevestigen. De enige manier om FIP diagnostisch te bevestigen is aangetast weefsel met behulp van immunofluorescentie histologisch te onderzoeken.

## Behandeling
Zonder behandeling is FIP vrijwel altijd dodelijk (bij 95% van het ziektecijfer) en tot voorkort stierven zieke katten al binnen enkele weken aan de ziekte. Aangezien er vrijwel geen genezing voor FIP mogelijk is, is de behandeling van FIP gericht op bestrijding van de symptomen en palliatief. Er kan medicatie worden gegeven om de kwaliteit van leven tijdelijk te verbeteren, totdat duidelijk is dat de kat te veel lijdt. Prednison of andere onderdrukkende medicatie kan het leven van de kat nog enkele weken of maanden verlengen, maar geeft een contra-indicatie op bepaalde infecties. Natte FIP ontwikkelt zich bovendien vaak te snel om ingrijpen met onderdrukkende medicatie zinvol te maken.

### Geneesmiddel GS-441524
In 2019 is er echter een baanbrekend onderzoek gepubliceerd door Dr. Pedersen et al., professor Interne Dierengeneeskunde uit de Verenigde Staten. In dit onderzoek kwam naar voren dat het nucleosideanaloog (antiviraal middel) GS-441524 succesvol is in de behandeling van FIP. Sindsdien hebben meerdere onderzoeken aangetoond dat meer dan 85% van de FIP-katten volledig geneest na behandeling met GS-441524. Deze behandeling duurt 12 weken en de medicatie wordt gegeven in capsule/tablet-vorm of door middel van een injectie onder de huid of in de ader. De injectie bevat de pro-drug van GS-441524, genaamd Remdesivir.

#### Illegale handel
In 2023 is er in Nederland en België nog geen officieel legaal geregistreerd GS-441524 medicijn verkrijgbaar voor dierenartsen. Dit heeft geleid tot een explosie aan illegale handel van zwarte markt formuleringen van GS-441524 medicatie via het internet (met name via Facebookgroepen) voor zelfbehandeling door eigenaren. In 2022 zijn voor deze illegale handel zes mensen in Nederland en België aangehouden en volgens het Belgische OM waren er mogelijk enkele honderdduizenden euro's mee gemoeid. In september 2023 is bij een huiszoeking in Frankrijk 2,1 miljoen euro aan FIP-medicatie gevonden, welke naar 32 landen werden gedistribueerd. Volgens de Belgische autoriteiten waren daarbij ook duizenden labels aangetroffen, die er op zouden kunnen wijzen dat de Franse verdachte haar eigen 'merken' creëerde.
Deze medicatie op de zwarte markt is vermoedelijk afkomstig uit China of Hongkong, waar het op grote schaal wordt nagemaakt, en mag hier niet op de markt worden gebracht, omdat het geneesmiddel nog niet is goedgekeurd door de geneesmiddelenautoriteiten. GS-441524 en Remdesivir hebben geen vergunning bij de veterinaire takken van het Europees Geneesmiddelenbureau, het Belgische Geneesmiddelenagentschap of het Nederlandse College ter Beoordeling van Geneesmiddelen (Bureau Diergeneesmiddelen). Het geneesmiddel kent ook geen veterinaire vergunning in een van de andere EU-lidstaten in 2023. Om die reden worden deze zwarte markt formuleringen niet gecontroleerd, waardoor de inhoud ervan en de veiligheid onduidelijk zijn. Het is in België illegaal voor dierenartsen om dit illegale middel te kopen. In Nederland is dit het geval bij GS-441524, maar valt het humane geneesmiddel Remdesivir (pro-drug van GS-441524) niet onder de middelen die alleen bij mensen mogen worden toegepast, en mag het dus ook, binnen de cascade, veterinair worden ingezet. In beide landen is het (ver)kopen en toedienen van deze illegale geneesmiddelen door eigenaren illegaal.

#### Legale behandeling met GS-441524
Met ingang van 19 juni 2023 is er in Nederland een legale behandeling met GS-441524 gestart door de faculteit Diergeneeskunde van de Universiteit Utrecht, waarbij het geneesmiddel (zowel GS-441524 als Remdesivir) legaal in de Apotheek Diergeneeskunde van de faculteit  magistraal wordt bereid. In samenwerking met een dierenartsklinieken in Rijswijk, Dordrecht en Arnhem worden de FIP-katten behandeld. Eerst zal dit een trial in onderzoeksvorm zijn met 50 katten, daarna is de bedoeling een gestandaardiseerde behandeling aan te kunnen bieden aan alle katten met FIP.